# École supérieure d’électronique de l’Ouest
Die École supérieure d’électronique de l’Ouest (ESEO) ist eine französische Hochschule für Ingenieure, die 1956 von Jean Jeanneteau gegründet wurde. Sie befindet sich in Angers, Dijon, Vélizy und Shanghai und ist auf den Bereich Elektronik spezialisiert. Die Hochschule ist Mitglied der Conférence des grandes écoles.

## Geschichte
Am 9. Oktober 1956 gründete der Kanoniker Jean Jeanneteau (1908–1992) die ESEO in Angers, eine "Schwesterschule" des Institut supérieur d’électronique de Paris (ISEP) und des Institut supérieur de l’électronique et du numérique (ISEN). Die drei Schulen gründeten die FESIC, indem sie gemeinsam Studenten rekrutierten und Bildungspartnerschaften eingingen.
Der offizielle Name der Schule lautet seit ihrer Gründung École supérieure d’électronique de l’Ouest, aber dieser Name wird seit 2006 innerhalb der Schule nicht mehr verwendet (es wird nur noch "ESEO" oder "Groupe ESEO" verwendet).

## Bekannte Absolventen
- Jean-Pascal Tricoire, ein französischer Manager.